# كالدارارو
كالدارارو هي بلدية تقع في إقليم أرجيش في رومانيا.